# Hippolyte d'Aldéguier
Hippolyte d'Aldéguier est un homme politique français né le 7 mai 1767 à Toulouse (Haute-Garonne) et mort le 7 janvier 1834 à Toulouse.

## Biographie
Député de la Haute-Garonne de 1815 à 1819, il siège dans la majorité de la Chambre introuvable. Il démissionne en 1819 pour devenir président de chambre à la Cour royale de Toulouse, fonction qu'il exerce jusqu'à son décès.

## Décorations
- Officier de la Légion d'honneur (1829)[1]

## Sources
- « Hippolyte d'Aldéguier », dans Adolphe Robert et Gaston Cougny, Dictionnaire des parlementaires français, Edgar Bourloton, 1889-1891 [détail de l’édition]